# Moiry (Francia)
Moiry è un comune francese di 191 abitanti situato nel dipartimento delle Ardenne nella regione del Grand Est.

## Società

### Evoluzione demografica
Abitanti censiti